# Peperomia sarmentosa
Peperomia sarmentosa är en pepparväxtart som beskrevs av Luis Aloysius, Luigi Sodiro. Peperomia sarmentosa ingår i släktet peperomior, och familjen pepparväxter. Inga underarter finns listade i Catalogue of Life.